# Piroscsőrű sarlósbanka
A piroscsőrű sarlósbanka (Rhinopomastus minor) a madarak (Aves) osztályának a szarvascsőrűmadár-alakúak (Bucerotiformes) rendjéhez, ezen belül a kúszóbankafélék (Phoeniculidae) családjához tartozó faj.
A magyar név forrással nincs megerősítve.

## Előfordulása
Dzsibuti, Etiópia, Kenya, Szomália, Szudán, Tanzánia és Uganda területén honos.

## Alfajai
- Rhinopomastus minor cabanisi
- Rhinopomastus minor minor

## Külső hivatkozások
- Képek az interneten a fajról
- Ibc.lynxeds.com - videók a fajról